# Gmina Fox River

Położenie Gminy Fox River w hrabstwie Davis

Gmina Fox River (ang. Fox River Township) – gmina w USA, w stanie Iowa, w hrabstwie Davis. Według danych z 2000 roku gmina miała 330 mieszkańców, a jej powierzchnia wynosi 72,7 km².